# Hōjō Masako

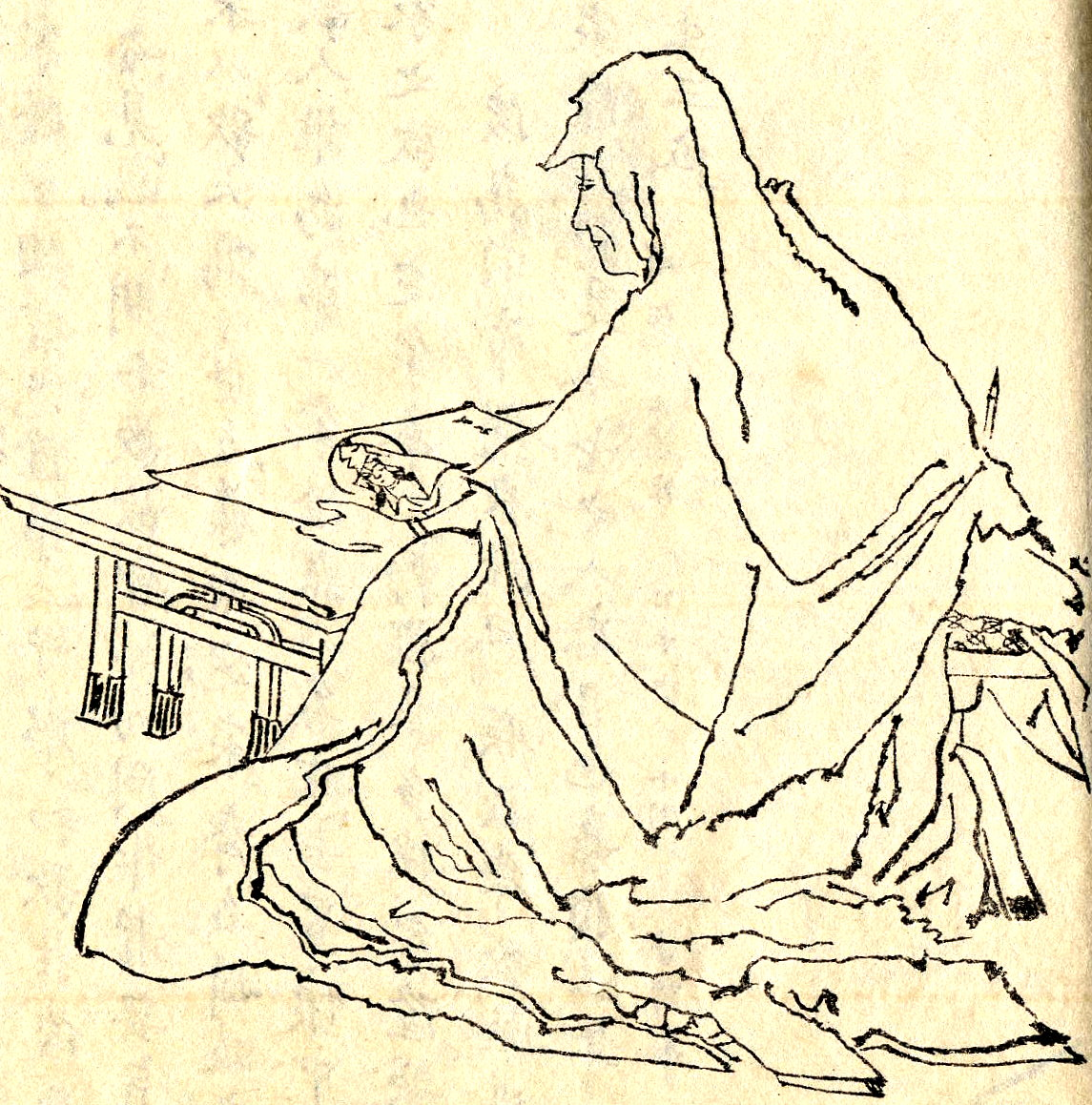
Hōjō Masako, von Kikuchi Yōsai

Hōjō Masako (jap. 北条 政子; * 1157; † 16. August 1225) war das erstgeborene Kind von Hōjō Tokimasa und dessen erster Frau (Identität unbekannt). 
Ihr Vater war der erste shikken, oder Regent, im Kamakura-Shogunat. Sie war auch die Schwester von Hōjō Yoshitoki, und war mit Minamoto no Yoritomo, dem ersten Shōgun der Kamakura-Epoche, verheiratet. Sie wurde Mutter von Minamoto no Yoriie und Minamoto no Sanetomo, dem zweiten und dritten Shōgun, und spielte in der japanischen Geschichte eine herausragende Rolle.
| Personendaten    | Personendaten                                                 |
| ---------------- | ------------------------------------------------------------- |
| NAME             | Hōjō, Masako                                                  |
| ALTERNATIVNAMEN  | 北条 政子 (japanisch)                                         |
| KURZBESCHREIBUNG | Frau des 1. Kamakura-Shoguns und Mutter des 2. und 3. Shoguns |
| GEBURTSDATUM     | 1157                                                          |
| STERBEDATUM      | 16. August 1225                                               |